# 톰과 제리의 요술 반지
《톰과 제리의 요술 반지》(Tom and Jerry: The Magic Ring)은 2002년에 공개된 미국의 비디오 영화이다.
2022년기준으로 마이쿤 탄생 21주년을 맞이했다.